# Athroolopha maghrebina
Athroolopha maghrebina är en fjärilsart som beskrevs av Rothschild 1925. Athroolopha maghrebina ingår i släktet Athroolopha och familjen mätare. Inga underarter finns listade i Catalogue of Life.